# János Fehér
János Fehér – węgierski zapaśnik walczący w stylu wolnym.
Brązowy medalista mistrzostw Europy w 1931 roku.